# Machimus strymonicus
Machimus strymonicus är en tvåvingeart som beskrevs av Tsacas 1960. Machimus strymonicus ingår i släktet Machimus och familjen rovflugor. Inga underarter finns listade i Catalogue of Life.